# Julien Stevens
Julien Stevens (Malinas, 25 de fevereiro de 1943) foi um ciclista belga, profissional entre 1963 e 1977, cujos maiores sucessos desportivos conseguiu-os na Volta a Espanha e no Tour de France, provas nas quais obteve sendas vitórias de etapa.

## Palmarés
| 1966 - 1 etapa da Volta à Catalunha 1968 - Campeonato da Bélgica em Estrada - G.P. Pino Cerami 1969 - 1 etapa do Tour de France - 1 etapa da Volta à Suíça - 2º no Campeonato Mundial em Estrada | 1973 - Grande Prêmio Stad Sint-Niklaas 1974 - 1 etapa da Volta à Bélgica 1975 - 1 etapa da Volta a Espanha 1977 - De Kustpijl Heist |

## Resultados nas grandes voltas
| Carreira           | 1963 | 1964 | 1965 | 1966 | 1967 | 1968 | 1969 | 1970 | 1971 | 1972 | 1973 | 1974 | 1975 | 1976 | 1977 |
| ------------------ | ---- | ---- | ---- | ---- | ---- | ---- | ---- | ---- | ---- | ---- | ---- | ---- | ---- | ---- | ---- |
| Giro d'Italia      | -    | -    | -    | -    | Ab.  | -    | -    | -    | -    | Ab.  | 108º | -    | -    | -    | -    |
| Tour de France     | -    | -    | Ab.  | Ab.  | -    | -    | 72º  | Ab.  | 90º  | -    | -    | -    | -    | -    | -    |
| Volta a Espanha    | -    | -    | -    | -    | -    | -    | -    | -    | -    | -    | -    | 34º  | 46º  | -    | 56º  |
| Mundial em Estrada | -    | -    | -    | -    | -    | Ab.  | 2º   | -    | -    | -    | -    | -    | -    | -    | -    |